# Torben Krämer
Torben Krämer (* 26. Dezember 1974 in Lingen (Ems)) ist ein deutscher Schauspieler.

## Wirken
Nach seinem Abitur am Gymnasium Georgianum in Lingen leistete er den Zivildienst als Rettungssanitäter. Seine Schauspielausbildung absolvierte er in Köln. Dort war er bis 2002 am Schauspielhaus engagiert und wirkte unter anderem in den Produktionen Richard III., Geist und Schattenjungs des schwedischen Autors Lars Norén mit. Dann folgte ein mehrjähriges Engagement am Ernst-Deutsch-Theater, wo er zum Beispiel als Willi Graf in Die weiße Rose, als Hermann Bremer in Die Entdeckung der Currywurst und als Paul in Feelgood auf der Bühne stand. Das Berliner Publikum kennt ihn durch Engagements am Theater am Kurfürstendamm. Als Ricardo Cano spielte er dort Ende 2007 in Geschichten von Mama und Papa, Regie Wolfgang Spier, und anschließend auf Tournee in ganz Deutschland.
2008 erhielt Torben Krämer in der Hauptrolle Alexander am Freien Werkstatt Theater in Köln den Kölner Theaterpreis für die beste Inszenierung in dem Stück "Das Wüten der ganzen Welt", nach dem gleichnamigen Roman von Maarten ’t Hart. 2009 stand er dort in der Hauptrolle Christian von Dahlem in der Produktion Halbschatten auf der Bühne. Für diese Rolle bekam er zusammen mit dem Ensemble in der Theaterfachzeitschrift "Theater pur" die Nennung zum besten Nachwuchsschauspieler NRWs. 2010 feierte am gleichen Theater Premiere mit dem Stück "Benefiz – Jeder rettet einen Afrikaner" von Ingrid Lausund.
Im Sommer 2009 übernahm er die Rolle des Ruprecht in Der zerbrochene Krug und des Phoebus von Chateaupers in Der Glöckner von Notre Dame bei den Kreuzgangspielen in Feuchtwangen. 2011 wird er dort die Hauptrolle des Benedikt in dem Shakespeare-Klassiker "Viel Lärm um nichts" spielen. In Serien Die Wache, Verbotene Liebe, SOKO Wismar oder Diversant spielte er Episodenrollen. Der Film Svoi (2004) wurde auf dem Internationalen Filmfestival in Moskau als Bester Wettbewerbsfilm 2004 ausgezeichnet. Im deutschen Kino spielte er im Jahr 2005 an der Seite von Götz George in der Produktion Maria an Callas und 2010 an der Seite von Matthias Köberlin und Oliver Wnuk in dem Film "Alleingang", Regie Hartmut Schoen.

## Auszeichnungen
Mit der Uraufführung des Romans Die GO-Spielerin von Shan Sa am Freien Werkstatt Theater Köln war Krämer 2004 in der Hauptrolle des Leutnants für den Kölner Theaterpreis nominiert. Diesen Preis gewann er aber erst 2008 als Alexander in der Uraufführung des Romans Das Wüten der ganzen Welt von Maarten ’t Hart. Für seine Rolle als Christian von Dahlem in "Halbschatten" von Uwe Timm bekam Torben Krämer die Auszeichnung als bester Nachwuchsschauspieler NRW mit dem Ensemble in der Kritikerumfrage des Fachmagazins Theater pur, Ausgabe Juni 2009.

## Filmografie
- 2002: Wolfgang im Kreis der Lieben
- 2002: Herbertskaulè
- 2003: Besucherin
- 2003: Jugendbande
- 2004: Diversant
- 2004: Svoi
- 2004: Die Garde
- 2005: Nachtaktiv
- 2005: LiebesLeben
- 2006: Maria an Callas
- 2012: Alleingang